# 厄尔·琼斯 (篮球运动员)
厄尔·琼斯（英語：Earl Jones，1961年1月13日—），美国男子职业篮球运动员，曾效力于NBA联盟。他在1984年的NBA选秀中第1轮第23顺位被洛杉矶湖人选中。